# Stazione di Valle Lomellina
La stazione di Valle Lomellina è una stazione ferroviaria posta sulla linea Novara-Alessandria. Serve i paesi di Valle Lomellina e Semiana. Essa si trova a circa 1 km dal centro di Valle Lomellina e a circa 2 km dal centro di Semiana.

## Storia
Fino al 1941 era denominata semplicemente "Valle"; in tale anno assunse la nuova denominazione di "Valle Lomellina".

## Strutture e impianti
La stazione è composta da un fabbricato viaggiatori con all'interno una sala d'aspetto; i biglietti vengono erogati da una macchinetta automatica; i binari sono due serviti dalle relative banchine, più due binari morti utilizzati per i treni trasporto merci.

## Movimento
Dalla stazione di Valle Lomellina si possono raggiungere diverse città senza cambiare treno come Abbiategrasso, Alessandria, Milano, Mortara, Novara, Valenza e Vigevano.
Si possono raggiungere cambiando treno le stazioni di Asti, Casale Monferrato, Genova, Pavia, Savona, Torino, Vercelli.
La stazione è nata per scopi più commerciali che passeggeri, infatti contigue alla stazione ci sono le due riserie del paese: la Curtiriso e la Gariboldi che da alcuni anni ha rilevato la Riso Flora.